# Леон Сперлінг
Леон Сперлінг (пол. Leon Sperling; нар. 7 серпня 1900, Краків, Австро-Угорщина — пом. 15 грудня 1941, Львів, Генеральна губернія) — польський футболіст та радянський тренер єврейського походження, виступав на позиції нападника. Один з найкращих польських футболістів на своїй позиції у міжвоєнний періодю

## Життєпис
Леон Сперлінг народився 7 серпня 1900 року в одній з єврейських родин міста Кракова, яке на той час було ще частиною Австро-Угорської імперії. Футболом розпочав займатися в 14-річному віці в клубі «Ютженка» (Краків), кольори якої захищав з 1914 по 1917 рік. Після цього на короткий період часу перейшов до «Краковії», проте вже наступного року повернувся до «Ютженки». Окрім заняття футболом, встиг здобути освіту банкіра. У 1920 році знову опинився в складі «Краковії», в якій цього разу виступав до завершення кар'єри. Незважаючи на невисокий зріст (164 см) швидко став основним нападником команди. У другій половині 1922 року його критикували та ображали за егоїстичні вчинки. У листопаді 1922 року він був покараний за те, що покинув поле під час матчу,отримавши дискваліфікацію до квітня 1923 року. У квітні 1923 року разом з «Краковією» відправився в турне по Данії, в ході якого місцеві поціновувачі футболу переплутали його з Людвіком Гінтелем. Краківська команда з рахунком 4:2 обіграла місцевий «Орхус», після чого відправився до Швеції. Ця мандрівка для Леона стала останньою, оскільки після цього його роботодавець більше не відпускав. У 1925 році зустрівся з головним тренером тель-авівського «Маккабі» Шимоном Ратнером, уродженцем Кракова та колишнім одноклубником Леона. Шимон запросив його взяти участь у тренуванні «Маккабі», а також познайомив Сперлінга з одним з лідерів «Маккабі» — Йозефо Єкутіелі. Шерлінгу запорпонували перейти до «Маккабі», обіцяючи допомогу в отриманні житла та гідної заробітної плати, проте він відмовився й залишився в Кракові. Разом з «Краковією» тричі (1921, 1930, 1932) вигравав чемпіонат Польщі.
Сперлінг був гравцем збірної Польщі, у футболці якої зіграв 16 матчів та відзначився 2 голами. У футболці польської «кадри» дебютував в її історичному першому поєдинку — 18 грудня 1921 року в Будапешті проти Угорщини, в якому господарі здобули перемогу (1:0). За оцінками угорських фахівців продемонстрував відмінну тактичну підготовку, взяв участь у декілької хороших атаках польської команди. У травні 1922 року допоміг збірній Польщі здобути першу в її історі перемогу (2:1), проти Швеції. Зіграв і в наступному поєдинку, проти Румунії. Захищав кольори збірної на Олімпійських іграх 1924 року в Парижі. У тій команді виступали зокрема Генрік Рейман, Еміль Герліц та Юзеф Калужа. На олімпіаді зіграв у поєдинку проти Угорщини. У серпні 1924 року став жертвою відкритого прояву антисемітизму, отримавши за своє єврейське походження червону картку від головного арбітра. У 1934 році завершив кар'єру футболіста, продовживши працювати в банку. У футболці «Краковії» зіграв 381 матч, у тому числі 84 матчі з 1927 року, коли було офіційно створено чемпіонат Польщі. Згодом переїхав до Східної Польщі, де оселився у Львові.
У 1937 році вдруге отримав пропозицію емігрувати до Ізраїлю, проте знову відмовився її приймати.
Після початку Другої світової війни виїхав до Львова, де працював головним тренером місцевого радянського клубу «Харчовик». Під час Другої світової війни Львів був окупований німецькими військами. Сперлінг був інтернований у Львівське гетто через його єврейське походження, а в період з 15 по 20 грудня 1941 року був застрелений п'яним наглядачем або страчений німецькими окупантами. Його одноклубник з «Краковії» Юзеф Клоц, єврей за походженням, також загинув під час Голокосту.

### Стиль гри
Виступав на позиції лівого нападника. Відзначився як високотехнічний футболіст з відмінним дриблінгом. Проте майже ніколи не грав головою. У стилі гри пожібний до Мелеха — відзначався швидкістю, маневреністю та якісним ударом. Проте зловживав індивідуальними діями. Так його охарактеризував Юзеф Калужа.
Генрік Фоглер додав: «Крихітний лівофланговий Сперлінг, знаний Муня, міг перехитрити дриблінгом своїх супротивників так, що вся аудиторія адала від сміху».

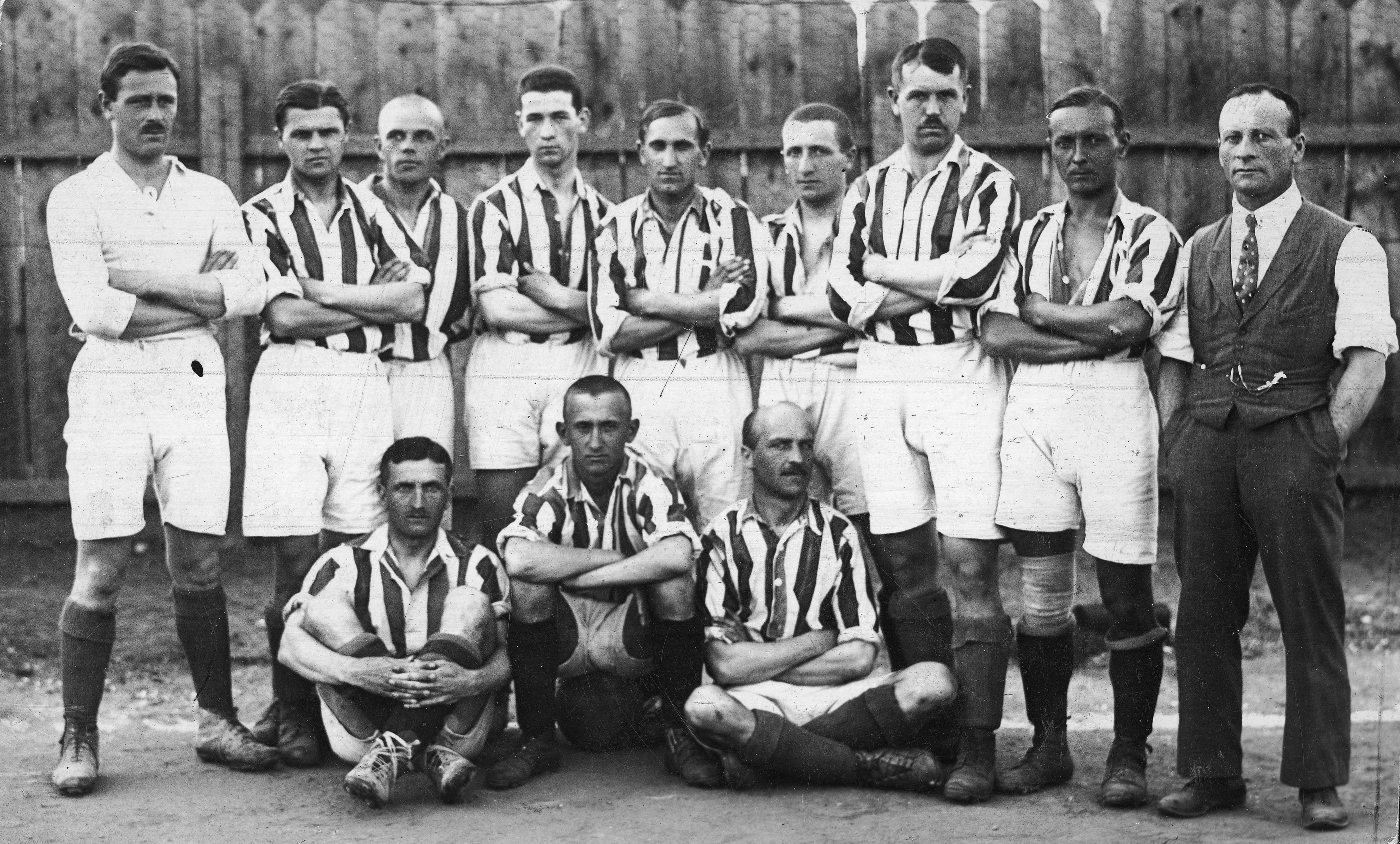
Сперлінг (стоїть четвертий праворуч) у футболці «Краковії», чемпіона Польщі 1921
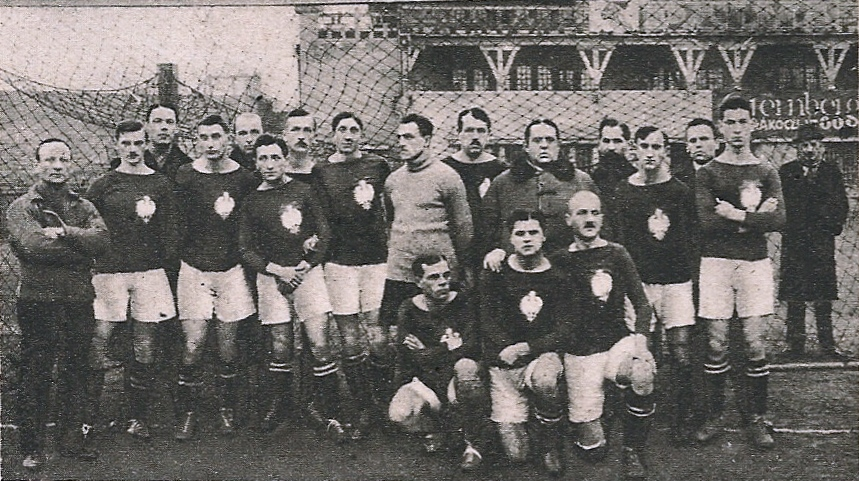
Сперлінг (серед тих, хто стоїть у футболці з орлом, стоїть третій зліва) напередодні першого матчу чемпіонату Польщі, 1921
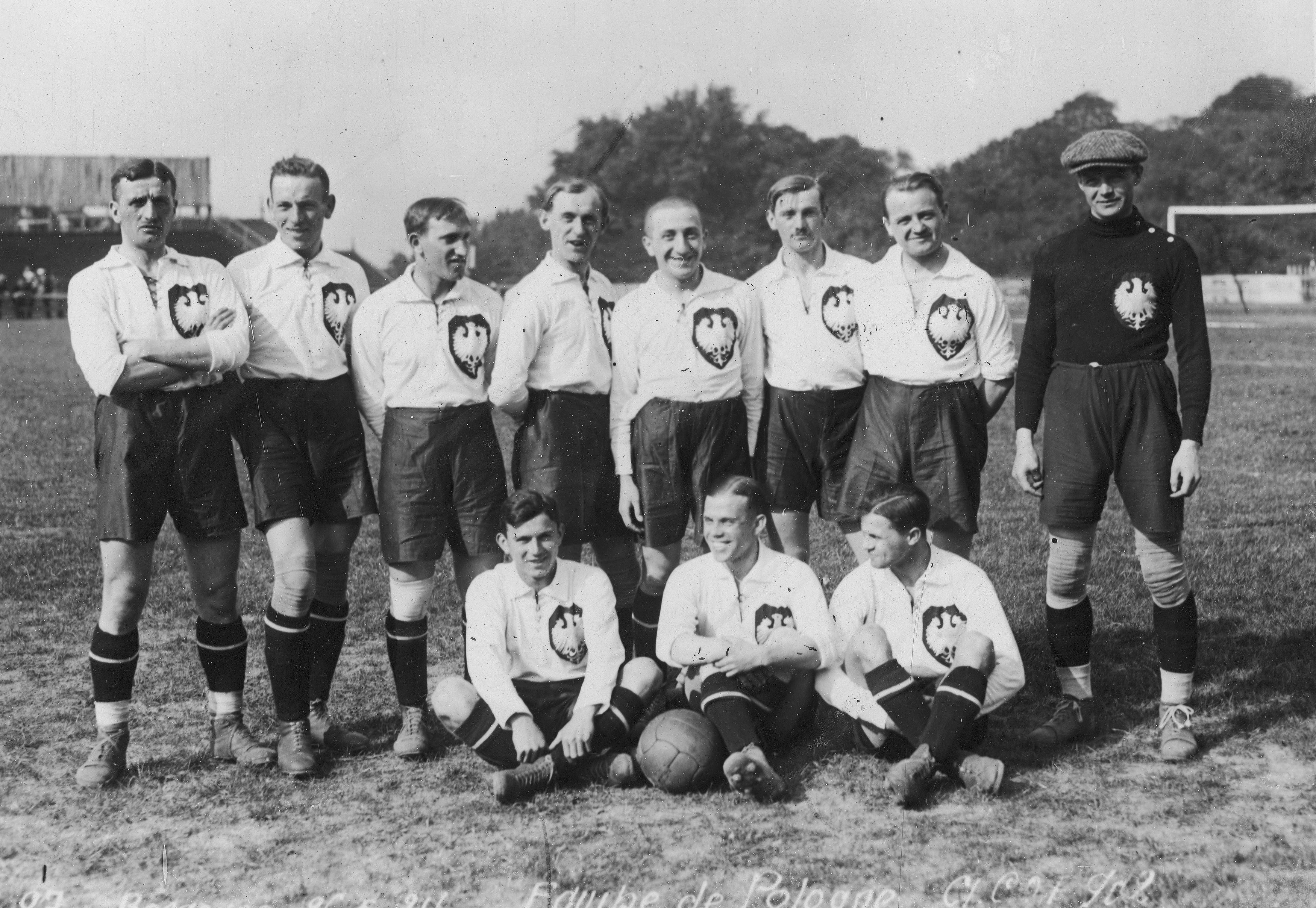
Сперлінг (стоїть четвертий праворуч) у футболці збірної Польщі під час Олімпійських ігор у 1924 році.

## Досягнення

### Клубні
- Перша ліга Польщі
  -  Чемпіон (3): 1921, 1930, 1932